# Aéroport de Wiarton
L'aéroport de Bob Quinn Lake est un aéroport situé en Ontario, au Canada.